# 梅爾夫戰役
梅爾夫戰役，是1510年12月2日伊朗薩非王朝國王伊斯梅爾一世與河中烏兹别克汗國可汗穆罕默德·昔班尼的戰爭，伊斯梅爾一世勝利使伊朗保持對呼羅珊的控制，昔班尼兵敗被殺，中止了烏兹别克人的擴張。

## 背景
1485年後昔班尼勢力不斷擴大，等待機會攻下帖木兒帝國最後领土赫拉特，1507年成功但因此威脋伊朗東部。

## 戰鬥
伊斯梅爾很快到達呼羅珊，前一年因入侵哈薩克汗國失敗引起對方反攻，昔班尼撤退至梅爾夫一座城堡等待部落援軍，但被奇茲爾巴什伏擊，他嘗試逃走但被殺，首級被割下傳给鄂圖曼帝國蘇丹巴耶濟德二世。